# وادا إي
وادا إي Wada Ei (和田 英، 1857 - 1929) كانت عاملة في مصنع غزل ونسيج وكاتبة مذكرات أثناء عصر ميجي في اليابان، وابنة ساموراي من ماتاسوشيرو، مقاطعة شينانو. وهي معروفة بكتابة مذكرة تُسمى «يوميات توميوكا» (توميوكا نيكي)، والتي أرَّخت فيها عن حياتها بين العاملات في مصنع الحرير في توميوكا.
وكانت من بين بنات ساموراي اللاتي تم تعيينهن في عام 1873، وذلك في فترة حكم ميجي التي امتدت لست سنوات، من جميع أنحاء البلاد للتدريب العملي لمدة تتراوح من سنتين إلى ثلاث سنوات في عملية إنتاج الحرير. وأصبحن في وقت لاحق مدربات في صناعة الحرير في المقاطعات الخاصة بهن.
وعند مغادرتها لمصنع توميوكا عام 1874، منحت الحكومة وادا وزميلاتها ميداليات فضلاً عن اللقب المميز «كتيبة النصر للنساء الغازلات». وأصبحت مدربة في مصنع لف الحرير في سايجو (الذي عُرف لاحقًا باسم مصنع روكوشا (Rokkōsha)) في ماتاسوشيرو، مقاطعة ناجانو.
وتزوجت وادا من ضابط في الجيش، والذي توفي في وقت لاحق عام 1913 متأثرًا بالجروح التي أصيب بها أثناء الحرب الروسية اليابانية. وبدأت تأليف توميوكا نيكي (Tomioka Nikki) أثناء إقامتها في مبنى شركة فوروكاوا ماين (Furukawa Mine) في منجم نحاس أشيو، حيث كان يعمل ابنها مديرًا. وقد نُشرت هذه اليوميات بعد موتها من قِبل ابنها، مما دفع بعض المؤرخين للتشكيك في صحتها.

## كتابات أخرى
Hunter, Janet (2003). Women and the Labour Market in Japan's Industrialising Economy: The Textile Industry before the Pacific War. Routledge. ISBN:978-0-415-29731-8.

## وصلات خارجية
- (باليابانية) Tomioka Nikki